# 868 (číslo)
Osm set šedesát osm je přirozené číslo. Římskými číslicemi se zapisuje DCCCLXVIII. Následuje po čísle osm set šedesát sedm a předchází číslu osm set šedesát devět.

## Matematika
868 je:
- Abundantní číslo
- Složené číslo
- Nešťastné číslo

## Astronomie
- (868) Lova je planetka hlavního pásu, kterou objevil v roce 1917 Max Wolf

## Roky
- 868
- 868 př. n. l.